# شهر آباکولاسی لوکال
شهر آباکولاسی لوکال (به لاتین: Abaqulusi Local Municipality) یک سکونتگاه مسکونی در آفریقای جنوبی است که در Zululand District Municipality واقع شده‌است.